# Ignaz Elhafen
Ignaz Elhafen (även Elhofer, Elhoffen eller Elhoven), född den 1 augusti 1658 i Innsbruck, död den 1 juni 1715  i Düsseldorf, var en österrikisk bildhuggare.
Elhafen var verksam i Wien på 1680- och 1690-talen samt därefter i Düsseldorf. Han var en bland de främsta företrädarna för barocktidens elfenbenssnideri. Särskilt i sina mytologiska och backanaliska reliefer framställde han med ovanlig natursanning och livfullhet den nakna människokroppen. I anda och formgivning visar han sig besläktad med Rubens och i stor utsträckning även med Michelangelo. Ett flertal av Elhafens arbeten finns i Münchens nationalmuseum.

## Fotnoter
1. 1 2  KulturNav, KulturNav-ID: ac4f608d-67b4-42c8-8d21-56c65af95f7f, läst: 9 oktober 2017.[källa från Wikidata]
2. 1 2  Elhafen, Ignaz, Benezit Dictionary of Artists, 16 december 2017, 10.1093/BENZ/9780199773787.ARTICLE.B00058331, läst: 9 oktober 2017.[källa från Wikidata]